# Centrum Air
Centrum Air is een Oezbeekse lagekostenluchtvaartmaatschappij. De maatschappij heeft haar hub op de luchthaven van Tasjkent en biedt charter- en lijnvluchten aan binnen Azië en naar Istanbul, Moskou en Sharm-el-Sheikh. Centrum Air voert ook vluchten uit voor My Freighter Airlines.

## Geschiedenis
Centrum Air werd opgericht door de Oezbeekse vrachtluchtvaartmaatschappij My Freighter Airlines om vluchten aan te bieden in de lage prijsklasse. De eerste twee vluchten volgden op 18 januari 2023 met de levering van twee Airbus A320-200s.

## Vloot

### Huidige vloot
De vloot van Centrum Air bestaat uit de volgende toestellen (januari 2025):
| Type            | In dienst | Orders | Opmerkingen |
| --------------- | --------- | ------ | ----------- |
| Airbus A320-200 | 4         | 1      |             |
| Airbus A321neo  | 2         | 2      |             |
| Airbus A330-300 | —         | 2      | [ 5 ]       |
| Totaal          | 6         | 5      |             |

### Voormalige vloot

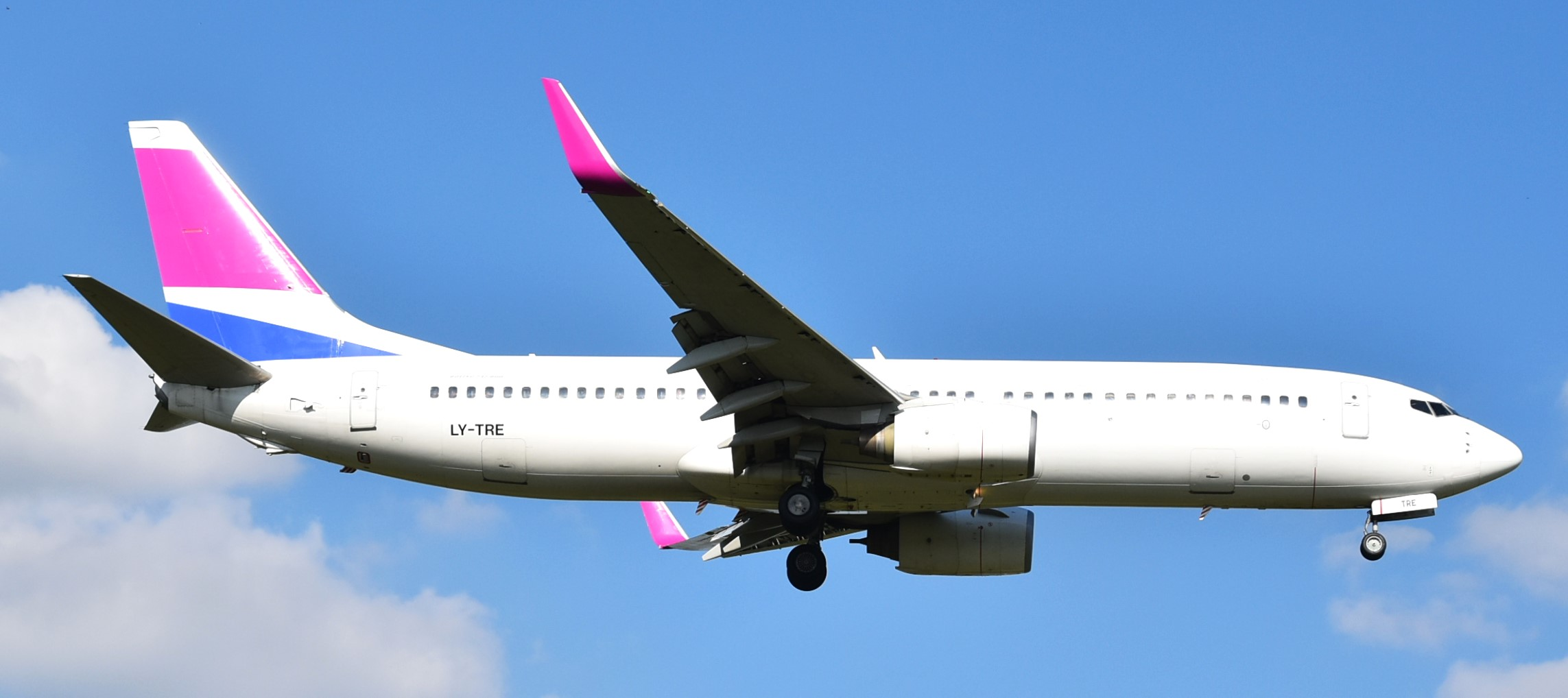
Een voormalige Boeing 737-800 van Centrum Air

De vloot van Centrum Air bestond ook uit de volgende toestellen:
| Type            | Aantal | In dienst | Uitgefaseerd | Opmerkingen                  |
| --------------- | ------ | --------- | ------------ | ---------------------------- |
| Airbus A320-200 | 1      | 2023      | 2023         | Geleased van Airhub Airlines |
| Boeing 737-800  | 2      | 2023      | 2023         | Geleased van GetJet Airlines |

## Bestemmingen
Centrum Air vliegt naar de volgende bestemmingen (januari 2025):
| Land                         | Stad            | Luchthaven                                             | Opmerkingen         |
| ---------------------------- | --------------- | ------------------------------------------------------ | ------------------- |
| China                        | Guangzhou       | Internationale luchthaven Guangzhou Baiyun             |                     |
| Duitsland                    | Frankfurt       | Flughafen Frankfurt am Main                            | Vanaf 30 maart 2025 |
| Egypte                       | Sharm-el-Sheikh | Luchthaven Sharm-el-Sheikh                             |                     |
| Georgië                      | Batoemi         | Luchthaven Batoemi                                     | Seizoensgebonden    |
| Georgië                      | Tbilisi         | Luchthaven Tbilisi                                     |                     |
| Israël                       | Tel Aviv        | Luchthaven Ben-Gurion                                  | Vanaf 3 april 2025  |
| Kazachstan                   | Almaty          | Luchthaven Almaty                                      |                     |
| Oezbekistan                  | Buchara         | Bukhara International Airport                          |                     |
| Oezbekistan                  | Farg'ona        | Fergana International Airport                          |                     |
| Oezbekistan                  | Namangan        | Namangan International Airport                         |                     |
| Oezbekistan                  | Samarkand       | Samarkand International Airport                        |                     |
| Oezbekistan                  | Tasjkent        | Tashkent International Airport                         | hub                 |
| Oezbekistan                  | Termiz          | Termiz Airport                                         |                     |
| Oezbekistan                  | Urganch         | Urganch International Airport                          |                     |
| Oman                         | Salalah         | Luchthaven Salalah                                     |                     |
| Qatar                        | Doha            | Internationale luchthaven van Doha                     |                     |
| Rusland                      | Kazan           | Luchthaven Kazan                                       | Vanaf 11 april 2025 |
| Rusland                      | Moskou          | Luchthaven Sjeremetjevo                                | Vanaf 30 maart 2025 |
| Rusland                      | Novosibirsk     | Luchthaven Tolmatsjovo                                 |                     |
| Rusland                      | Sint-Petersburg | Luchthaven Poelkovo                                    |                     |
| Saoedi-Arabië                | Jeddah          | Internationale luchthaven Koning Abdoel Aziz           |                     |
| Saoedi-Arabië                | Medina          | Internationale luchthaven Prins Mohammed bin Abdulaziz |                     |
| Saoedi-Arabië                | Taif            | Taif International Airport                             | Charter             |
| Slovenië                     | Ljubljana       | Luchthaven Ljubljana                                   | Charter             |
| Sri Lanka                    | Hambantota      | Mattala Rajapaksa International Airport                | Seizoensgebonden    |
| Tadzjikistan                 | Doesjanbe       | Luchthaven Doesjanbe                                   | Vanaf 2 april 2025  |
| Thailand                     | Bangkok         | Internationale Luchthaven Suvarnabhumi                 | Vanaf 3 april 2025  |
| Turkije                      | Gazipaşa        | Luchthaven Gazipaşa—Alanya                             |                     |
| Turkije                      | Istanbul        | Luchthaven Istanbul Sabiha Gökçen                      |                     |
| Verenigde Arabische Emiraten | Dubai           | Dubai International Airport                            |                     |
| Zuid-Korea                   | Seoel           | Incheon International Airport                          | Vanaf 1 april 2025  |